# Habří (Řehlovice)
Habří je malá vesnice, část obce Řehlovice v okrese Ústí nad Labem. Nachází se asi půl kilometru severozápadně od Řehlovic. Habří leží v katastrálním území Řehlovice o výměře 6,21 km².

## Historie
První písemná zmínka o Habří pochází z roku 1334. Vesnice patřila k panství hradu Kyšperk a po jeho zániku v první polovině šestnáctého století byla připojena k Chlumci, u kterého zůstala až do zrušení patrimoniální správy. Po třicetileté válce ve vsi podle berní ruly z roku 1654 stálo třináct obydlených usedlostí, z nichž bylo šest selských. Ve druhé polovině dvacátého století se vesnice nerozvíjela a část domů na západní straně návsi byla zbořena.

## Obyvatelstvo
Při sčítání lidu v roce 1921 ve vsi žilo 177 obyvatel (z toho 86 mužů), z nichž bylo sedmnáct Čechoslováků, 159 Němců a jeden cizinec. Kromě dvaceti lidí bez vyznání se hlásili k římskokatolické církvi. Podle sčítání lidu z roku 1930 měla vesnice 189 obyvatel: patnáct Čechoslováků a 174 Němců. Většina obyvatel (172 lidí) byla římskými katolíky, ale žili zde také tři evangelíci a čtrnáct lidí bez vyznání.
|           | 1869 | 1880 | 1890 | 1900 | 1910 | 1921 | 1930 | 1950 | 1961 | 1970 | 1980 | 1991 | 2001 | 2011 |
| --------- | ---- | ---- | ---- | ---- | ---- | ---- | ---- | ---- | ---- | ---- | ---- | ---- | ---- | ---- |
| Obyvatelé | 155  | 158  | 155  | 162  | 187  | 177  | 189  | 105  | 98   | 91   | 58   | 39   | 33   | 46   |
| Domy      | 29   | 30   | 30   | 30   | 32   | 32   | 34   | 30   | 19   | 26   | 21   | 24   | 25   | 26   |

## Pamětihodnosti

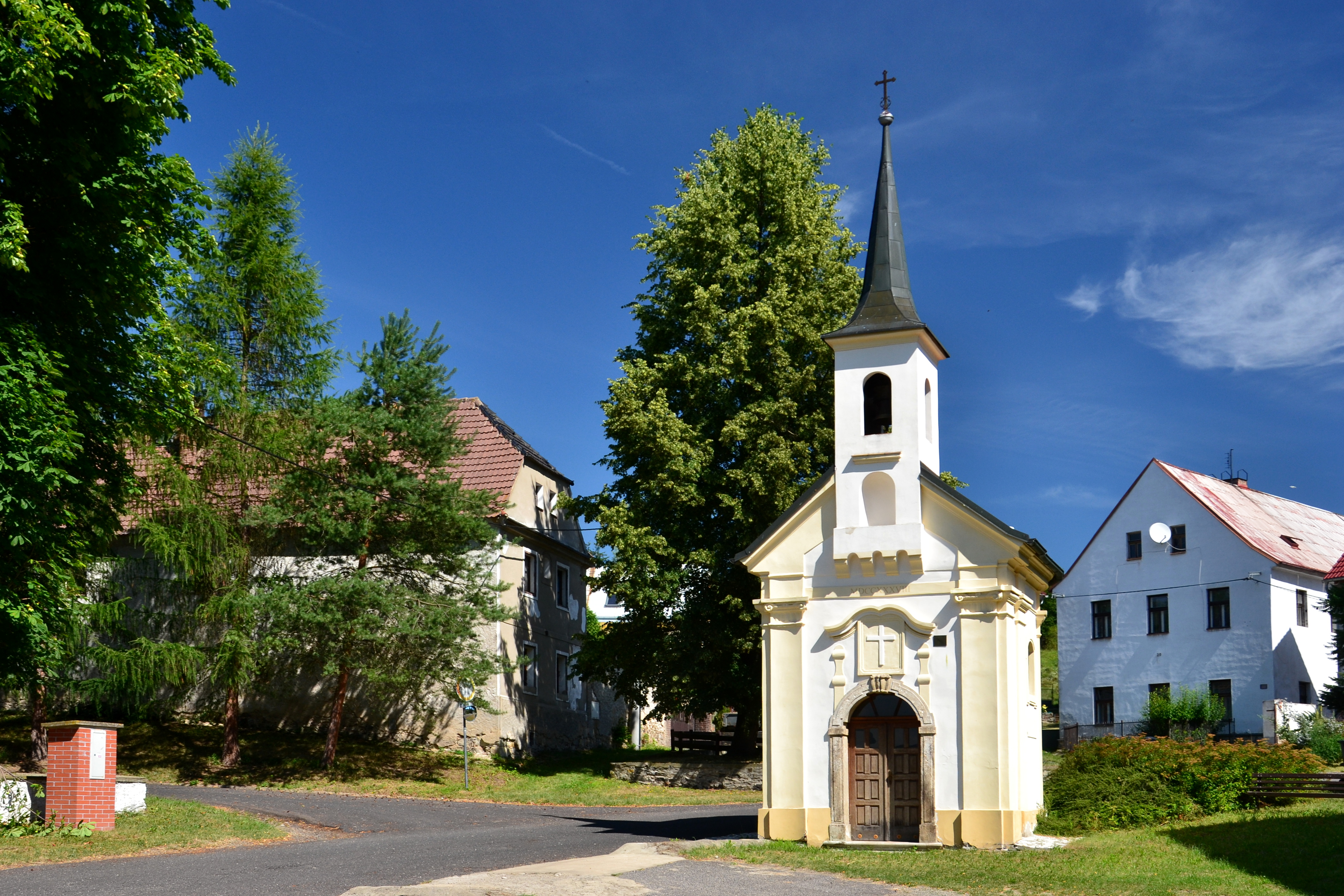
Kaple Nejsvětější Trojice

Na návsi stojí památkově chráněná kaple Nejsvětější Trojice z roku 1738. Má obdélný půdorys s půlkruhovým kněžištěm a střechu krytou bobrovkami. Fasády jsou členěné toskánskými pilastry. V hlavním průčelí se nachází kamenný obloukový portál s klenákem zdobeným dvěma vystouplými zrcadly. V zrcadle nad portálem je reliéf latinského kříže. Ve štítu se nachází konchou zaklenutý výklenek, ve kterém bývala umístěna socha svatého Jana Nepomuckého. Ze štítu vybíhá hranolová zvonička z devatenáctého století, podepřená čtveřicí krakorců.
Z dochovaných staveb lidové architektury je cenný zejména dům čp. 4 se zděným přízemím, hrázděným patrem a zapuštěnou pavlačí. Původní charakter s jednoduchými fasádami si v roce 2002 uchovávaly domy čp. 3, 5, 19 a 20, zatímco další stavby byly pozměněny novodobými modernizacemi. U některých usedlostí stojí dochované stodoly postavené z čediče.